# Clementine Barnabet

Clementine Barnabet (c. 1894 – después de 1923) fue una presunta asesina en serie estadounidense. Inicialmente confesó haber perpetrado al menos dos asesinatos masivos en febrero y noviembre de 1911, y mientras estaba bajo custodia, Barnabet afirmó haber participado en un total de 35 asesinatos en la región Acadiana de Luisiana y el sureste de Texas, asumiendo la responsabilidad de diecinueve de ellos. Las autoridades la vincularían a varios casos más sin resolver en ambos estados, incluidos algunos cometidos durante su estancia en prisión, lo que elevaría la estimación máxima de asesinatos relacionados a 52. Barnabet fue acusada de diecinueve cargos de asesinato, pero finalmente fue condenada solo por uno. Fue liberada en 1923, y sus actividades posteriores y paradero se desconocen por completo.
En el siglo XXI, la confesión de Barnabet ha sido puesta en duda. Los historiadores han caracterizado la cobertura de los asesinatos como sensacionalista, jugando con estereotipos raciales y exagerando la violencia, en particular los supuestos elementos sexuales y hoodoo, lo que resultó en un pánico moral. El profesor Vance McLaughlin escribió: «Entre 1911 y 1912, en pueblos a lo largo de la línea ferroviaria Southern Pacific que atravesaba Luisiana y Texas, al menos doce familias afroamericanas fueron asesinadas en sus hogares. Todos los asesinatos ocurrieron de noche y se utilizó un hacha para fracturar el cráneo de las víctimas. Solo una persona, Clementine Barnabet, fue castigada por alguno de estos homicidios». 

## Primeros años
Se cree que Barnabet nació en 1894, según sus propios relatos, en o alrededor de St. Martinville, Luisiana. Sus padres eran Dina Porter y Raymond Barnabet,  quienes no estaban casados, y se describe a Dina como la pareja o novia que vivía con Raymond. Barnabet tenía al menos un medio hermano, llamado Zepherin, que tenía una madre diferente. En algunos artículos también se mencionan otros tres hermanos potenciales: "Tatite", "Noah", y "Ferran",  aunque "Ferran" parece ser una corrupción o apodo de Zepherin. También tenía una media hermana llamada Pauline, que se había mudado a Rayne después de casarse. El padre de Barnabet era un aparcero y delincuente de poca monta que, según se dice, maltrataba a su familia. Se ha descrito a Barnabet como criolla,  y la cobertura contemporánea la describe como "mestiza" (half-blood),   "mulata", y, de manera inexacta y aparentemente según ella misma, "sólo un octavo negra".  Los Barnabet se mudaron a Lafayette en 1909.   Barnabet tenía 18 años durante su primer juicio en noviembre de 1911 y 19 en el momento de su segunda confesión en abril de 1912.

## Asesinatos

### Asesinato de la familia Andrus
El 24 de febrero de 1911, la familia Andrus fue asesinada en su casa de Lafayette. La familia Barnabet eran vecinos de los Andrus y el 26 de febrero, Raymond Barnabet fue arrestado por el sheriff de la parroquia de Lafayette, Louis Lacoste, bajo sospecha de asesinato, después de que una "amante" lo implicara en el crimen, pero Raymond fue liberado por falta de pruebas en una semana. 
Raymond fue arrestado nuevamente en julio, después de que su hija Clementine y su hijo Ferran testificaran contra Raymond, alegando que había regresado a casa con ropa ensangrentada y alardeando de los asesinatos de los Andrus. Dina Porter contradijo el testimonio de sus hijos, diciendo que no vio sangre ni escuchó a su novio confesar, pero sí dio testimonio de las tendencias violentas de Raymond y declaró que anteriormente la había amenazado con matarla. Otros dos testigos, las vecinas Adelle Stevens y su madre, también negaron haber visto a Raymond cubierto de sangre la noche de los asesinatos. Fue declarado culpable de los asesinatos de los Andrus el 19 de octubre y recibió la pena capital en la horca. Raymond no reaccionó directamente al veredicto, pero murmuró en voz alta las palabras "adiós" y "mo foutou" ("estoy acabado", en criollo de Luisiana) a lo largo del juicio. Los abogados de Raymond presentaron con éxito una apelación, argumentando que su cliente no podía presentar una defensa debido a que estaba borracho por una botella de vino contrabandeada, pero fue mantenido en prisión a la espera de un nuevo juicio. 

### Asesinato de la familia Randall y arresto
El 27 de noviembre de 1911, mientras Raymond estaba encarcelado, Norbert y Azema Randall de Lafayette fueron asesinados con sus cuatro hijos de una manera similar a los asesinatos anteriores. Barnabet vivía a unas cuadras de distancia como ama de llaves interna de la familia Guidry y estaba familiarizada con los Randall, ya que ella y Azema Randall eran diaconisas en la misma congregación. Fue arrestada el mismo día, después de que se encontró sangre en la puerta de entrada trasera de la residencia de los Guidry y además quedó bajo sospecha debido a una búsqueda en el dormitorio de Barnabet donde se encontró más sangre en un delantal, un vestido y algo de ropa interior. Un médico confirmó que los restos eran humanos, alegó que la muestra también contenía materia cerebral y determinó que coincidían físicamente con los encontrados en una funda de almohada en la residencia de los Andrus. Barnabet inicialmente negó su participación, admitiendo los asesinatos después de un examen de "tercer grado" en Nueva Orleans.

### Primer juicio y confesión
Durante el juicio por los asesinatos de los Andrus y Randall, Barnabet actuó de manera errática, meciéndose hacia adelante y hacia atrás en su silla mientras se reía. Admitió su papel en ambos casos y testificó que actuó bajo las órdenes de la Iglesia del Sacrificio, una supuesta rama de una congregación de la Santa Iglesia Santificada de Cristo en Lake Charles, Luisiana, declarando que había cometido los diez asesinatos porque las familias se habían "negado a obedecer el mensaje de Dios" y que estaba actuando junto a un número no especificado de cómplices. También afirmó haber asesinado a una mujer y a sus hijos en Rayne mientras visitaba a su hermana Pauline. En el transcurso del siguiente enero, varios sospechosos más fueron arrestados, incluido su hermano Zepherin, dos hombres llamados Edwin Charles y Gregory Porter, que estaban con Barnabet la noche de los asesinatos de los Randall, y el reverendo King Harrison (también conocido como King Harris), quien dirigía la rama original de la iglesia en Lake Charles. A finales de enero de 1912, los asesinatos de 26 residentes negros de Luisiana fueron atribuidos a la Iglesia de los Sacrificios como sacrificios humanos ritualísticos sin pruebas. Mientras Clementine y Zepherin se encontraban detenidos, los asesinatos con hacha de familias continuaron. Barnabet se retractó brevemente de su confesión después de la audiencia.

### Segunda confesión
El 2 de abril, Barnabet confesó su participación en 35 asesinatos,  afirmando haber cometido diecisiete de ellos "con sus propias manos",  revisando posteriormente la cifra a veinte. También afirmó haber "acariciado" los cuerpos de las víctimas acunando sus cabezas contra su pecho, aunque sólo en un caso los cadáveres fueron movidos post mortem. El motivo había cambiado, ya que Barnabet declaró que ella y sus cómplices "comenzaron sin saber quiénes serían las víctimas",  pero luego eligieron a familias con bebés, aunque ninguna de las víctimas elegidas posteriormente tenía recién nacidos.  Los interrogatorios fueron dirigidos por el sheriff de la parroquia de Acadia, Louis Fontenot, el detective jefe Peck y el agente Saul Broussard. El 4 de abril, repitió su confesión a la prensa, después de fumar puros proporcionados por los periodistas y cantar himnos cristianos como "Más cerca, oh Dios, de ti" y "Lleva, luz bondadosa". Se dice que Barnabet estaba entusiasmada por que su foto apareciera en los periódicos. El 6 de abril, Barnabet afirmó que su cómplice tenía en la mira a tres familias "cerca de Lafayette", un total de 13 personas, para "sacrificarlas". Su padre, Raymond, que había sido arrestado nuevamente debido a la confesión de su hija, nuevamente declaró su inocencia y apoyó la teoría de que Barnabet mató a la familia Andrus, alegando que ella salió la noche de los asesinatos y que encontró ropa ensangrentada en su habitación. 
Barnabet afirmó además que adquirió "bolsas de conjuros" (un amuleto de buena suerte en el Hoodoo), descritas como "dos agujas cruzadas, atadas en hilo y envueltas en franela roja y algunos trapos viejos",  que les otorgarían poderes sobrenaturales y los harían indetectables para las autoridades.  Esto impulsó a Barnabet a cometer su primer asesinato en Rayne, Luisiana, en 1910, para comprobar si la afirmación de protección mágica era cierta o no.   Ella afirmó haberlos recibido de la Iglesia del Sacrificio o haberlos comprado a un "médico hoodoo" en Nueva Iberia, y que los obtuvo junto con cuatro amigos, sus supuestos futuros cómplices, quienes luego echaron suertes para decidir quién probaría la efectividad de los amuletos.    El Times-Democrat afirmó que otros practicantes de vudú identificaron esas "bolsas de conjuros" como un amuleto destinado a curar el dolor de espalda causado por el reumatismo.
La segunda confesión de Barnabet contenía detalles escabrosos, pero no era consistente con las descripciones de las escenas del crimen. Barnabet casi siempre afirmaba haber entrado por la puerta principal, cuando hubo casos en los que se había usado una ventana trasera para entrar y al describir el asesinato de la familia Randall, Barnabet afirmó haberle disparado a Norbert Randall "en algún lugar del pecho o del cuerpo" con una pistola de su hermano,"tras destrozarle la cabeza", cuando en realidad le habían disparado en la frente y lo habían mutilado después de morir. Sus confesiones fueron descritas en informes contemporáneos como "muy contradictorias" y frecuentemente cambiaban en los detalles, ya sea debido a su propia revisión o a informes erróneos de los periódicos. Tras permanecer imprecisa sobre los copartícipes previamente mencionados en los asesinatos, Barnabet afirmó un mínimo de cuatro presuntos cómplices, dos hombres y dos mujeres, pero solo dio los nombres de las otras mujeres, "Mary Conchon" e "Irene".  Una mujer arrestada como "Irene", Valena Mabry, fue identificada positivamente por Barnabet, pero fue liberada por tener una coartada para los asesinatos.   Barnabet también afirmó por primera vez que sólo cinco personas formaban parte de la Iglesia del Sacrificio, aumentando el número de supuestos seguidores a 105 antes de su primer juicio.  Durante su segunda confesión, Barnabet declaró que ella había sido la única autora de los asesinatos confesados,  pero todavía habló de haber matado con otros.  Inicialmente, todavía implicaba a su padre en los asesinatos de los Andrus,  así como en dos asesinatos en Crowley y Rayne,  pero más tarde protestó por su inocencia.   También se informó que Barnabet había sido quien distribuyó las "bolsas de conjuros" a sus cómplices en lugar de recibir los amuletos junto con ellos.  También afirmaría haber cometido los asesinatos de la familia Broussard, a pesar de que los asesinatos ocurrieron durante un tiempo en el que ella estaba verificablemente en la cárcel, y afirmó falsamente haber ayudado a preparar a la familia Andrus asesinada para su funeral.  
Los periódicos también comenzaron a inventar detalles sobre el caso, como referirse a Barnabet como "la suma sacerdotisa" o incluso líder de la Iglesia del Sacrificio, que fue caracterizada como un culto abiertamente "fundado en el vudú", utilizando vudú y hoodoo indistintamente e informando sobre el caso como una muestra de la "barbarie negra y superstición religiosa en el Sur". Los periódicos inventaron descripciones de misticismo en torno al número 5, afirmando falsamente que familias de cinco miembros eran el blanco de los ataques, que se recogían cubos de sangre y que se realizaban "rituales" específicos con los cadáveres, con detalles que variaban según el relato.    El motivo dado por Barnabet también fluctuó, inicialmente presentado como la eliminación de miembros desobedientes de su iglesia, una afirmación que no repitió en su segunda confesión. En cambio, el razonamiento fue inventado por los periódicos de la época, atribuyendo falsamente declaraciones a Barnabet, incluyendo que los asesinatos fueron con fines de culto  o cometidos para realizar rituales que otorgarían la inmortalidad a los seguidores de la iglesia.
La prensa siguió vinculando los asesinatos con hacha de familias afroamericanas con la "Iglesia del Sacrificio" en los meses posteriores al arresto de Barnabet. Uno de los últimos informes de este tipo fue el 23 de noviembre de 1912, cuando William Esley, su esposa y su hija de cuatro años fueron encontrados asesinados en su casa de Filadelfia, Misisipi.

## Sentencia y desaparición
El juicio de Barnabet comenzó el 21 de octubre de 1912. Un equipo de médicos contratados por el tribunal declaró que Barnabet estaba cuerda, afirmando que era "moralmente depravada, inusualmente ignorante y de un bajo grado de mentalidad, pero no deficiente de tal manera que la constituya imbécil o idiota". Su abogado, John L. Kennedy,  calificó las confesiones de su cliente de poco fiables y resultado de su infancia abusiva, al tiempo que cuestionó la fiabilidad de los métodos forenses utilizados para cotejar la sangre de la familia Andrus con la encontrada en la ropa de Barnabet días después.  El 25 de octubre, Barnabet fue declarada culpable del asesinato de Azema Randall y sentenciada a cadena perpetua en la Penitenciaría Estatal de Luisiana.  El 31 de julio de 1913, escapó de la cárcel por unas horas, pero fue capturada. Durante su encarcelamiento, Barnabet fue reconocida como una reclusa modelo y trabajó en los campos de caña de azúcar del lugar a partir de 1918.  Barnabet fue incluida en el censo de 1920, la única vez que apareció en los registros gubernamentales sobrevivientes, como de 25 años.
Sin embargo, el 28 de agosto de 1923 fue liberada de prisión después de que se creyera que una operación quirúrgica no especificada la había curado (no una lobotomía, que era desconocida en los Estados Unidos hasta una década después). El procedimiento fue realizado por el médico de la prisión, Sterling, y otro recluso, Wyatt H. Ingram,  que había "estudiado medicina desde su confinamiento y [se convirtió] en un médico y cirujano calificado",  después de ser encarcelado en 1909 por malversar $100,000 como oficial fiduciario del banco.  James y James argumentan que, «si las autoridades realmente hubieran creído que ella estaba detrás de estos terribles asesinatos, es poco probable que la hubieran liberado después de unos años en prisión. La liberaron tan pronto porque las autoridades tampoco creyeron su historia».
Tras la liberación de Barnabet, no se sabe nada de su paradero.

## Víctimas
Barnabet fue acusada de asesinar a siete familias, un total de 35 personas. Esto incluye un asesinato confeso de cinco personas cometido el 19 de diciembre de 1911 en Rayne, Luisiana, donde afirmó haber supuestamente matado a una mujer y a sus cuatro hijos, pero no existe mención de tales muertes en los registros de defunción de la parroquia de Acadia ni en los medios contemporáneos. También se afirmó que los asesinatos ocurrieron el día de Año Nuevo de 1911 o después, aunque algunas fuentes lo interpretaron de forma diferente como el 31 de diciembre de 1910/1911 o el 1 de enero de 1911/1912. 
Los asesinatos ocurrieron de noche dentro de las casas de las víctimas. Todas las víctimas fueron acuchilladas o golpeadas con un hacha, lo que fue la causa de la muerte de todos, excepto de Norbert Randall, quien murió de un disparo en la cabeza. El arma siempre era sustraída de la vivienda atacada, pues era común guardar hachas o hachuelas en el exterior o en cobertizos al aire libre para la leña. Todas las víctimas eran afroamericanas, con la excepción de Elizabeth Casaway, que era blanca. La mayoría de las víctimas murieron mientras dormían, pero se cree que durante el asesinato de la familia Dove, las hijas Jessie y Ethel pelearon con los atacantes debido a los muebles volcados y las telas medianeras desgarradas en la escena. Las familias, que vivían en zonas de mayoría negra, generalmente fueron encontradas días después de sus muertes por familiares y vecinos, por lo que los periódicos a veces indican las fechas en las que se descubrieron los cuerpos como el día en que las víctimas fueron asesinadas. Los nombres de las víctimas suelen estar mal escritos, sobre todo en los primeros informes. Un artículo afirma que las víctimas Meme Andrus y Norbert Randall eran hermanos.
- 24 de enero de 1911 en Crowley, Luisiana: William J. Byers, su esposa y su hijo; 3 muertos.[59]
- 24 de febrero de 1911 en Lafayette, Luisiana: Alexander Andrus (30) y Meme/Mimi Andrus (de soltera, Felix; 29), y sus dos hijos, Joachim (3) y Agnes (11 meses); 4 muertos.[60]
- 21 de marzo de 1911 en San Antonio, Texas: Alfred Louis "AL" Casaway (51) y Elizabeth Casaway (de soltera, Castelow; 37), y sus tres hijos, Louise (6), Josie (3) y Alfred Carlisle (5 meses); 5 muertos.[61] [62]
- 27 de noviembre de 1911 en Lafayette, Luisiana: Norbert Randall y Azema/Asima Randall, sus tres hijos, Rene (6), Norbert Jr. (5) y Agnes Randall (2), y un sobrino, Albert Scyth/Sise (8); 6 muertos.[63] [40]
- 19 de enero de 1912, en Crowley, Luisiana: Marie Warner (24) y sus tres hijos, Pearl (9), Garret (7) y Harriet (5); 4 muertos.[64] [65]
- 20 de enero de 1912, Lake Charles, Luisiana; Felix Broussard (40), Mathilda Broussard (36) y sus tres hijos Margaret (8), Louis (6) y Alberta "Sisie" (3); 5 muertos.[66] [67]
- 18 de febrero de 1912 en Beaumont, Texas: Harriet "Hattie" Dove (de soltera, Garrett; 39 años) y sus tres hijos, Jessie Quirk (18), Ernest (16) y Ethel (12); 4 muertos.[58]

En el lugar de los asesinatos de los Broussard, se había dejado un mensaje escrito a lápiz que decía: «Cuando hace la inquisición por sangre, no olvida el clamor de los humildes», una paráfrasis incorrecta del Salmo 9:12, como está escrito en la novela La cabaña del tío Tom, así como «Human Five», posiblemente como firma.
La existencia de una familia Wexford de seis personas en Crowley es totalmente discutida, ya que excedería el recuento conocido de 35 víctimas reportado en el tribunal y la mayoría de los medios. No existe un informe directo sobre los asesinatos, siendo mencionados por primera vez por El Paso Herald en marzo de 1912, en un artículo sensacionalista que inventa varios detalles de la escena del crimen no mencionados en otros informes ni por la policía, afirmando que los asesinatos de Wexford ocurrieron "hace dos meses". Lo más probable es que "Wexford" fuera una corrupción de "Warner" y, por ello, los "asesinatos de la familia Wexford" se mencionan posteriormente a través de reimpresiones en otros periódicos. A pesar de ello, McLaughlin cita el contenido del artículo como un hecho en su tesis. 
Otros asesinatos vinculados a Barnabet y la "Iglesia del Sacrificio". En el caso de los asesinatos de los Opelousas, la familia también fue acuchillada, mientras que a la familia Burton le clavaron cuchillos en la espalda:
- 13 de noviembre de 1909 en Rayne, Luisiana: Edna/Edmee Opelousas y sus tres hijos (4 a 9 años): 4 muertos.[68]
- 27 de marzo de 1912 en Glidden, Texas: Ellen Monroe (46), y cuatro de sus catorce hijos: Willie (16), Dewey (12), Jessie (11) y Alberta (8), y el inquilino Lyle Finucane (37); 6 muertos.[69] [40]

- 11 de abril de 1912 en San Antonio, Texas: William Burton, Carrie Burton (de soltera, Evers), sus dos hijos, Sonny y Leona, y el hermano de Carrie, Leon Evers; 5 muertos.[70] [71]
- 12 de abril de 1912 en Hempstead, Texas: Alice Marshall y dos de sus hijos; 3 muertos, 3 heridos.[40]
- 23 de noviembre de 1912 en Filadelfia, Misisipi: William Esley/Walmsley, Sallie Esley/Walsmely y su hija de cuatro años; 3 muertos.

En 1912 ocurrieron dos presuntos ataques, ambos dirigidos contra familias mestizas en sus casas en San Antonio. En mayo, una familia de cinco personas fue atacada, pero nadie murió. El 16 de agosto, James Dashiell disparó contra un invasor de su casa después de oír a su esposa Lula (de soltera, Fitzgerald) gritar cuando el intruso la golpeó con un hacha mientras dormía, hiriéndole el brazo y el pie. Dashiell y tres de sus hijos resultaron ilesos.

## Otros arrestos
El padre de Clementine, Raymond, así como sus hermanos Zepherin y Pauline, fueron detenidos bajo sospecha de participar en los asesinatos, pero todos fueron liberados por falta de pruebas. A través de la confesión de Zepherin, tres personas fueron arrestadas como presuntos miembros de la Iglesia del Sacrificio, un hombre llamado Ute Thomas de Port Barre en Eunice, y un hombre llamado Mac Thomas junto con una mujer llamada "Duce", ambos de Lafayette, en Nueva Iberia. Zepherin alegó que Mac Thomas había actuado como conductor en la huida y había participado en los asesinatos de los Andrus, afirmando que también había regresado a la escena del crimen para obtener una "pipa" utilizada en un ritual.  La policía arrestó a otro predicador de la Santa Iglesia Santificada de Cristo, llamado Thompson, y lo acusó de haber "convertido a muchos negros a la 'secta del sacrificio'".
Tres días después de los asesinatos de los Opelousas, la policía arrestó a la familia Washington, compuesta por el esposo y la esposa George y America, y su hija adulta Estelle, ya que eran los dueños del hacha utilizada en los asesinatos. Estelle Washington y Edna Opelousas habían sido "rivales por el afecto" de un hombre local y recientemente estuvieron en el tribunal después de que Washington fuera acusada de agredir a Opelousas. George Washington proporcionó una coartada. El 25 de noviembre de 1909, Houston Goodwill fue arrestado por la policía como autor de los asesinatos de los Opelousas.
En febrero de 1911, los hermanos Jackson fueron arrestados por separado por el asesinato de la familia Byers.
Inmediatamente después de los asesinatos de la familia Andrus, Gaston Godfrey, de 27 años, un interno afroamericano del Asilo Pineville que había escapado un día antes, fue inicialmente arrestado, pero luego liberado. Otro sospechoso, también de raza negra, no pudo ser localizado.
Sosthene Guidry fue arrestado el 24 de marzo de 1911 y acusado del asesinato con hacha de tres familias. Los casos no se especifican, excepto que ocurrieron en «septiembre de 1909» en Rayne, «hace unos meses» cerca de Crowley y «recientemente» en Lafayette.  Se desconoce la relación con la familia Guidry con la que vivió Clementine Barnabet, aunque es poco probable, ya que "Guidry" es un apellido extremadamente común en Luisiana.
Eliza Richards fue arrestada el 27 de enero de 1912 bajo sospecha de tener conocimiento de los autores de los asesinatos de la familia Broussard.
El 28 de enero de 1912, durante la represión estatal contra aquellos supuestos asociados con la Iglesia del Sacrificio, dos hombres, identificados sólo como Snyder y "Snap", fueron arrestados en Glenmora. Se dice que ambos eran miembros de la Iglesia del Sacrificio.
A principios de 1912, Jim Fields fue arrestado bajo sospecha de haber cometido algunos de los asesinatos con hacha atribuidos a Barnabet en Texas. Los asesinatos continuaron durante su estancia en prisión. Fields fue acusado el 17 de mayo y su juicio duró entre el 20 y el 27 de mayo. Se señaló que Fields recibió una defensa deficiente designada por el tribunal, Gus Miller y Chris Grobe, ya que este era solo el segundo caso de Miller y Grobe fue excusado por estar "muy enfermo". Charles K. Quin se convirtió en el último sustituto de Grobe y se le atribuye haber logrado que Fields fuera declarado inocente al enfatizar que todas las pruebas contra su cliente eran circunstanciales.
El 3 de abril de 1912, Joseph Thibodeaux fue detenido tras ser acusado de ser el "médico hoodoo" que vendió las "bolsas de conjuros" a Barnabet. Thibodeaux inicialmente negó saber nada sobre el hoodoo, pero tras ser identificado como el vendedor por Barnabet, admitió «practicar la medicina hasta cierto punto y curar enfermedades con hierbas, raíces y conjuros». 
El 10 de junio de 1912, un hombre fue arrestado por vender pastillas que llamó "Píldoras del Paraíso" en Lafayette y fue detenido bajo sospecha de que sabía de los asesinatos con hacha. El sospechoso se identificó como J. S. Anderson, pero fue identificado como S. W. Goodman, un ministro bautista que escapó de la custodia en la Unidad Huntsville en San Antonio, Texas.
El 6 de noviembre de 1912, Zepherin Barnabet fue nuevamente arrestado y acusado de "acecho y apuñalamiento con intención de asesinar" por herir a Walter Caffery el 2 de noviembre de 1912. Otros dos, el hermano de Zepherin, Noah Barnabet y Severin Giroaurd, también eran buscados por el intento de asesinato.

### Muertes relacionadas
Debido al aumento de los temores sobre el supuesto "Hombre del Hacha" en Texas, hubo una mayor vigilancia entre las autoridades estatales y los ciudadanos negros, estos últimos viendo un fuerte aumento de armas como medida de precaución contra las invasiones de hogares. Como resultado, hubo muertes e intentos de linchamientos relacionados con la presunta actividad del "Hombre del Hacha" en todo el estado entre 1911 y 1912. En Smithville, el adolescente Max Warren, que tenía antecedentes de sonambulismo, recibió un disparo de su vecino West Duval, que estaba de guardia afuera de la casa esa noche. En Gonzales, una mujer fue obligada a abandonar la ciudad debido a rumores de una "extraña misionera negra" que supuestamente estaba afiliada a la Iglesia del Sacrificio. En las regiones acadianas de Luisiana, hubo una mayor demanda de "amuletos" protectores y, en medio de un auge de autoproclamados "médicos hoodoo", el oficial montado del Departamento de Policía de Lake Charles, Ira E. Barker, disparó y mató a A. E. Johnson, un "vendedor de pararrayos" de Opelousas, después de que Johnson, ebrio, se pusiera agresivo durante el interrogatorio. 

## Evaluación moderna
Los analistas modernos han tendido a dudar de la participación de Barnabet en los asesinatos. En su libro de 2017, The Man from the Train, los autores Bill James y Rachel McCarthy James argumentan que algunos, pero no todos, los asesinatos fueron parte de una serie más grande de asesinatos perpetrados por un peón y leñador itinerante de origen alemán llamado Paul Mueller, y otros cometidos por imitadores. Aparte del hecho de que había comprado bolsas de conjuros a una persona específica, escriben, "nada de lo que dijo Clementine sobre los asesinatos (a) puede ser confirmado por ninguna otra parte, o (b) suena a verdad. Gran parte de lo que dijo es demostrablemente falso".